# Rois et reine
Rois et reine és una pel·lícula francesa dirigida per Arnaud Desplechin estrenada a França el 2004. Va aconseguir diversos reconeixements, com el premi Louis Delluc i el César al millor actor per Mathieu Amalric. La cinta és igualment la peça central d'una trilogia informal del director composta per Léo, "Dans la compagnie des hommes" de 2003 i per Un conte de Noel de 2008. Ha estat doblada al català.

## Argument
Dues històries paral·leles, la vida de Nora Cotterelle, que s'afanya a casar-se amb un home ric i distant, Jean-Jacques, i l'internament en un hospital psiquiàtric de Ismael Vuillard, es troben quan Nora proposa a Ismael d'adoptar el seu fill únic de deu anys, Élias. Aquest va néixer després del suïcidi del seu pare, Pierre Cotterelle, un vespre de disputa amb Nora. Per permetre el reconeixement patern del nen, Nora s'ha barallat amb l'administració per celebrar per derogació presidencial un casament pòstum amb Pierre.
Ismael, un músic capritxós i deprimit, és el segon company de Nora. Junts, han educat durant set anys Elias, fins a la separació de la parella a la iniciativa de Nora. La proposició d'adopció ve en el moment de l'anunci de la mort propera del pare de Nora al qual estava molt lligada. Ismael, llavors carregat de deutes i cures psiquiàtriques sense consentiment, vacil·la sobre la proposició de Nora. Ajudat del seu amic advocat, el senyor Mamanne, i del seu metge-psiquiatre, el doctor Vasset, aconsegueix fer-se passar per a irresponsable penal dels deutes que ha contret i acaba per sortir de l'hospital on tanmateix passava dies agradables al contacte de més « bojos » que ell. Seguint els consells de la seva psicoanalista, la doctora Devereux, Ismael decideix de no adoptar Elias. Encara inestable però ajudat de la seva família que viu a Roubaix, Ismael, aconsegueix reprendre la seva vida gràcies a Arielle, una jove estudiant de xinès que ha conegut a l'hospital. Nora acompanya el seu pare en els seus últims instants i finalment en paus amb ella mateixa es casa amb Jean-Jacques

## Repartiment
- Emmanuelle Devos: Nora Cotterelle
- Mathieu Amalric: Ismael Vuillard
- Jean-Paul Roussillon: Abel Vuillard, el pare d'Ismael
- Catherine Rouvel: Monique Vuillard, la mare d'Ismael
- Maurice Garrel: Louis Jennsens, el pare de Nora
- Valentin Lelong-Darmon: Élias, el fill de Nora
- Magali Woch: Arielle Phénix
- Catherine Deneuve: Doctora Hélène Vasset
- Hippolyte Girardot: Senyor Mamanne
- Noémie Lvovsky: Élisabeth
- Nathalie Boutefeu: Chloé Jennsens, la germana de Nora
- Joachim Salinger: Pierre Cotterelle
- Olivier Rabourdin: Jean-Jacques
- Gilles Cohen: Simon
- Andrée Tainsy: L'àvia d'Ismael
- Jan Hammenecker: Nicolas,el marit d'Élizabeth
- Elsa Wolliaston: Dra. Devereux
- François Toumarkine: l'infermer Prospero
- Miglen Mirtchev: l'infermer Caliban

## Rebuda
- Rois et reine va registrar 646.962 entrades a França d'un total de 708.414 espectadors a Europa, dels quals 22.793 van ser en el Regne Unit.[3]
- Premis
  - 2004: Festival de Venècia: secció oficial a concurs
  - 2004: Premis Cèsar: Millor actor (Amalric). 7 nominacions incloent millor pel·lícula
  - 2005: Cercle de Crítics de Nova York: Nominada a millor actriu (Devos)